# Vals dwergspikkelschijfje
Het vals dwergspikkelschijfje (Saccobolus truncatus) is een schimmel behorend tot de familie Ascobolaceae. Hij komt voor in parken en plantsoenen. Hij leeft saprotroof op mest.

## Verspreiding
In Nederland komt het zeer algemeen voor. Het staat niet op de rode lijst en is niet bedreigd. 